# Sibert von Ryswick
Sibert von Ryswick († 22. Juni 1540) war katholischer Geistlicher und Politiker.

## Leben
Als Sohn des Derik von Ryswick, herzöglicher Rentmeister zu Kleve, geboren, schrieb er sich 1487 an der Universität zu Köln ein und studierte dort.
Von 1491 bis 1501, und ab 1524 erneut, Pfarrer zu Kalkar, war er von 1498 bis 1518 Kanoniker am Stift St. Clemens zu Wissel, wo er von 1495 bis 1520 auch Propst war. Bereits seit 1508 Kanoniker in Xanten, war er seit 1518 auch Propst zu Oldenzaal, ab 1520 Propst an St. Kunibert zu Köln und schließlich Archidiakon in Utrecht. Kurz darauf wurde er auch Propst in Kleve. Auf Betreiben des Herzogs Johann III. von Kleve wurde er 1533 Thesaurar des Kanonikerstiftes zu Xanten. Von 1529 bis 1533 Kanzler des Herzogs von Kleve-Mark, war er anschließend herzöglicher Rat.